# Mercado rural

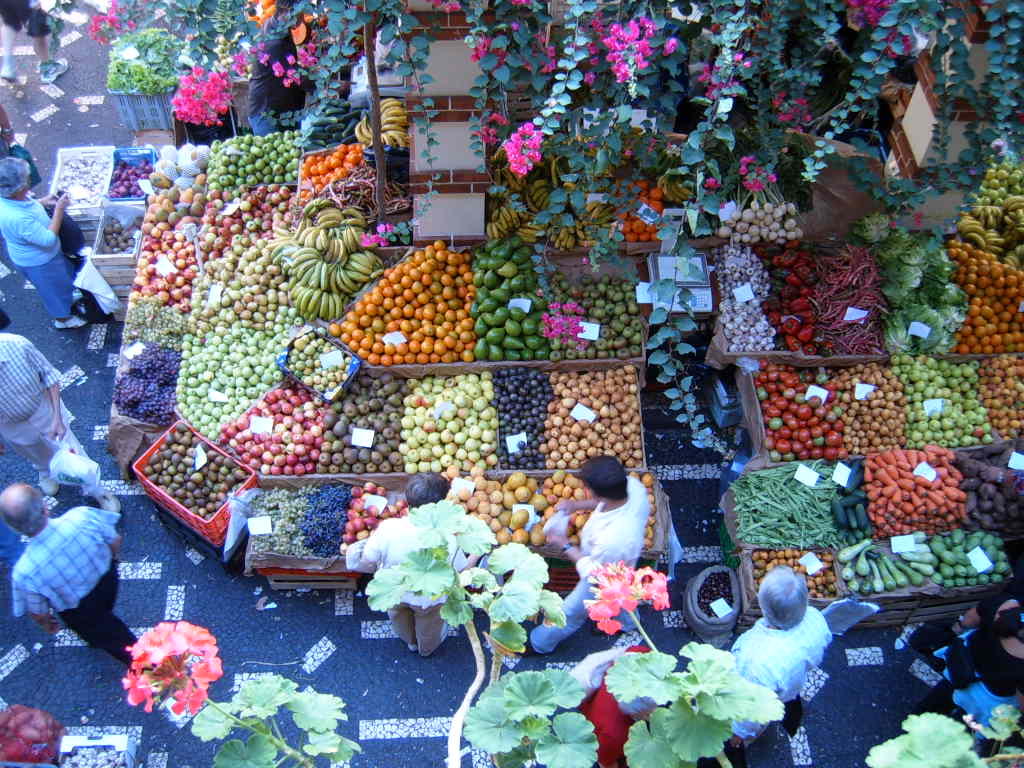
Mercado rural.

Los mercados rurales son aquellos que de una forma permanente, ocasional o periódica se realizan en el medio rural de cualquier país. Normalmente se distingue entre Feria Libre periódica y desmantelable y Mercado que funciona permanentemente en un edificio con ese fin.

## Características
Aún dependiendo del contexto, suelen tener un papel importante en la economía de la localidad en la que se asientan y realizan un papel fundamental desde el punto de vista social, al ser punto de encuentro, discusión e intercambio económico, de información, etc entre las personas que habitan en los pueblos cercanos. Tiene así un doble papel, como motor económico y creador de redes sociales. En muchos casos, son los propios productores los que venden al consumidor final, lo que abarata costes, aumenta la sostenibilidad convirtiéndose en Circuitos cortos de comercialización, lo que repercute positivamente en la economía local.
Pueden tener una temática variada, dependiendo de si son mercados agrícolas, ganaderos, de alimentación, de artesanía, de maquinaria, etc. En muchos casos existen mercados temáticos que sirven como reclamo turístico de la zona y sirven para potenciar aspectos poco explotados del contexto geográfico en el que se ubican, así encontramos mercados medievales, renacentistas, ambientados en el siglo XIX o de mediados de siglo XX.
En muchos casos, el emplazamiento es la plaza del pueblo, existiendo casos en los que el mercado se divide por producto vendido dando incluso nombre al lugar en el que se asientan (p.ej.: Plaza de las alubias en Benavente). En ocasiones se ocupan lugares históricos acondicionados como pueden ser los castillos y otras veces se aprovechan parques o eras cercanas.